# Andrzej Dzięga
Andrzej Dzięga (ur. 14 grudnia 1952 w Radzyniu Podlaskim) – polski duchowny rzymskokatolicki, doktor habilitowany nauk prawnych, pułkownik Wojska Polskiego, dziekan Wydziału Prawa, Prawa Kanonicznego i Administracji Katolickiego Uniwersytetu Lubelskiego w latach 1999–2003, biskup diecezjalny sandomierski w latach 2002–2009, arcybiskup metropolita szczecińsko-kamieński w latach 2009–2024, od 2024 arcybiskup senior archidiecezji szczecińsko-kamieńskiej.

## Życiorys

### Młodość i wykształcenie
Urodził się 14 grudnia 1952 w Radzyniu Podlaskim. Pochodzi z rodziny liczącej pięcioro dzieci, spośród których trzech braci zostało duchownymi. W 1971 ukończył liceum ogólnokształcące w Radzyniu Podlaskim i zdał egzamin dojrzałości.
W latach 1971–1977 studiował w Wyższym Seminarium Duchownym w Siedlcach. Święceń prezbiteratu udzielił mu 11 czerwca 1977 biskup diecezjalny siedlecki Jan Mazur. Od 1978 do 1980 był słuchaczem Zaocznego Studium Pastoralnego na Katolickim Uniwersytecie Lubelskim. W latach 1982–1985 odbył studia na Wydziale Prawa Kanonicznego Katolickiego Uniwersytetu Lubelskiego, które ukończył z licencjatem. Doktorat z nauk prawnych w zakresie prawa kanonicznego uzyskał w 1988 na podstawie dysertacji Recepcja myśli Giuseppe Chiovendy w kościelnym procesie ustnym.

### Prezbiter
W latach 1977–1978 pracował jako wikariusz w parafii w Malowej Górze, następnie w latach 1978–1982 w Radoryżu Kościelnym. 
W latach 1987–1989 był notariuszem Sądu Biskupiego siedleckiego, następnie w latach 1989–2002 sędzią tego sądu. Ponadto w latach 1992–1995 pełnił funkcję kanclerza Kurii Biskupiej Ordynariatu Polowego Wojska Polskiego w Warszawie, a w latach 1993–2002 wikariusza sądowego biskupa drohiczyńskiego. Od 1989 do 1991 był wicepostulatorem w procesie beatyfikacyjnym Męczenników Podlaskich, zaś od 1994 do 1997 promotorem I Synodu Diecezji Drohiczyńskiej.
Otrzymał godności kanonika gremialnego Kapituły Katedralnej w Drohiczynie oraz kapelana honorowego Jego Świątobliwości.

### Działalność naukowo-dydaktyczna
Był wykładowcą Wyższego Seminarium Duchownego w Drohiczynie. W 1989 został pracownikiem naukowo-dydaktycznym Katolickiego Uniwersytetu Lubelskiego. Podjął się prowadzenia wykładów z przedmiotów z zakresu kościelnego prawa procesowego i polskiego prawa rodzinnego. W 1995 na podstawie rozprawy Strony sporu w kanonicznym procesie o nieważność małżeństwa uzyskał stopień doktora habilitowanego nauk prawnych. W 1998 objął stanowisko profesora nadzwyczajnego Katolickiego Uniwersytetu Lubelskiego. W latach 1996–2008 pełnił funkcję kierownika Katedry Kościelnego Prawa Procesowego. Od 1996 do 2001 był kuratorem Katedry Kościelnego Prawa Małżeńskiego i Rodzinnego, zaś w 2001 został kuratorem Katedry Kościelnego Prawa Karnego. W latach 1996–1999 sprawował urząd prodziekana Wydziału Prawa Kanonicznego i Świeckiego, następnie w latach 1999–2003 był dziekanem Wydziału Prawa, Prawa Kanonicznego i Administracji. W 2009 został kierownikiem Katedry Prawa Rodzinnego i Praw Rodziny.
Został członkiem Stowarzyszenia Kanonistów Polskich. Objął funkcje redaktora serii wydawniczej „Kościelne Prawo Procesowe. Materiały i studia” i członka rady naukowej kwartalnika „Prawo i Więź”.

### Biskup
7 października 2002 papież Jan Paweł II mianował go biskupem diecezjalnym diecezji sandomierskiej. 24 listopada 2002 odbył ingres do katedry w Sandomierzu, gdzie otrzymał święcenia biskupie. Konsekrował go arcybiskup Józef Kowalczyk, nuncjusz apostolski w Polsce, w asyście Józefa Życińskiego, arcybiskupa metropolity lubelskiego, i Wacława Świerzawskiego, biskupa seniora sandomierskiego. Na swoje dewizę biskupią wybrał słowa „Dominus Jesus” (Panem jest Jezus). Będąc biskupem sandomierskim, zainicjował środowiskowe pielgrzymki do sanktuarium Relikwii Drzewa Krzyża Świętego. Ogłosił w diecezji sandomierskiej w 2005 Rok Rodziny. Udzielił również poparcia inicjatywie parlamentarnej mającej na celu wprowadzenie do Konstytucji RP zapisu o ochronie życia człowieka od poczęcia do naturalnej śmierci. W 2009 ustanowił nagrodę „Protector Vitae” dla obrońców życia poczętego w diecezji sandomierskiej.
21 lutego 2009 papież Benedykt XVI mianował go arcybiskupem metropolitą szczecińsko-kamieńskim. Urząd objął kanonicznie 31 marca 2009, natomiast ingres do archikatedry św. Jakuba Apostoła w Szczecinie odbył 4 kwietnia 2009. 29 czerwca 2009 odebrał z rąk Benedykta XVI paliusz metropolitalny. Jako arcybiskup metropolita szczecińsko-kamieński objął również urząd wielkiego kanclerza Wydziału Teologicznego Uniwersytetu Szczecińskiego. W latach 2020–2021 do Nuncjatury Apostolskiej w Polsce wpłynęły co najmniej cztery zawiadomienia o jego zaniedbaniach w sprawach dotyczących wykorzystywania seksualnego małoletnich przez podległych mu księży w diecezji sandomierskiej i archidiecezji szczecińsko-kamieńskiej oraz zarządzania archidiecezją. W następstwie przeprowadzonego dochodzenia kanonicznego, szczególnie na podstawie przepisów motu proprio Vos estis lux mundi, 24 lutego 2024 papież Franciszek przyjął jego rezygnację z funkcji arcybiskupa metropolity szczecińsko-kamieńskiego i ustanowił biskupa diecezjalnego koszalińsko-kołobrzeskiego Zbigniewa Zielińskiego administratorem apostolskim sede vacante archidiecezji.
W ramach Konferencji Episkopatu Polski objął funkcje przewodniczącego: Komisji ds. Instytutów Życia Konsekrowanego i Stowarzyszeń Życia Apostolskiego, Komisji Mieszanej Biskupi – Wyżsi Przełożeni Zakonni oraz Rady Prawnej. Ponadto został członkiem: Rady Stałej, Komisji Wspólnej Przedstawicieli Rządu RP i KEP, Komisji Rewizyjnej, Rady ds. Rodziny, a także Zespołu ds. Duszpasterskiej Troski o Radio Maryja.
Był współkonsekratorem podczas sakr biskupa pomocniczego lubelskiego Artura Mizińskiego (2004), biskupów pomocniczych zielonogórsko-gorzowskich: Tadeusza Lityńskiego (2012) i Adriana Puta (2022), a także biskupa pomocniczego szczecińsko-kamieńskiego Henryka Wejmana (2014).
W 2002 został mianowany podpułkownikiem, w 2009 został awansowany do stopnia pułkownika.

## Odznaczenia i wyróżnienia
Postanowieniem prezydenta RP Andrzeja Dudy z 20 grudnia 2017 został odznaczony Krzyżem Oficerskim Orderem Odrodzenia Polski. W okresie pracy w Ordynariacie Polowym Wojska Polskiego otrzymał Srebrny Krzyż Zasługi oraz brązowy medal „Za zasługi dla obronności kraju”. Został również odznaczony węgierskim Krzyżem Komandorskim Orderu Zasługi.
W 2006 z nadania Burmistrza Sandomierza otrzymał Honorowe Wyróżnienie „Bene Meritus”.
W 2014 otrzymał tytuł doktora honoris causa Katolickiego Uniwersytetu Pétera Pázmánya w Budapeszcie.